# Kuno Fischer
Ernst Kuno Berthold Fischer (ur. 23 lipca 1824 w Sądowelu koło Góry, zm. 5 lipca 1907 w Heidelbergu) – niemiecki filozof i historyk filozofii.

## Życiorys
W 1844 studiował w Lipsku i Wittenberdze filozofię, psychologię i teologię. Od 1856 profesor uniwersytetu w Jenie i od 1872 w Heidelbergu. Usiłował pogodzić heglowska dialektykę z danymi darwinowskiego ewolucjonizmu.

## Twórczość
- System der Logik und Metaphysik (1852),
- Schiller als Philosoph. J. C. Hermann (J. E. Suchsland) (Frankfurt nad Menem, 1858)
- Die beiden Kantischen Schulen in Jena (Stuttgart, 1862)
- Geschichte der neuren Philosophie. 3. u. 4. Bd. Immanuel Kant und seine Lehre. 3. Aufl. Verlagsbuchhandlung Fr. Bassermann (Munich, 1882)
- Hegels Leben und Werke (Heidelberg, 1911)